# デザイナー
デザイナー（英: designer）は、視覚領域において意匠計画や図案、設計を手掛ける人のこと。日本で単に「デザイナー」という場合、主に視覚的な設計を行う人物を指すことが多い。
商品のコンセプトに沿って視覚的に消費者にうったえ、購入を促す職業。
「デザイナ」は誤表記で、「デザイナー」が正しい。

## デザイナーの種類
各分野を対象に、例えば以下のような領域のデザイナーがいる（一例：50音順）。類似した分野も多く存在するため、その境界は曖昧である。これらの肩書きを名乗るために資格は特に必要ではない。

### グラフィック
- DTPデザイナー（デスクトップパブリッシングで印刷物をデザイン）
- ウェブデザイナー（ウェブサイトのデザイン）
- エディトリアルデザイナー（書籍をレイアウト・印刷物の編集）
- キャラクターデザイナー（グラフィック分野からの派生、イラストレーター、アニメーター）
- グラフィックデザイナー（パッケージデザインなども含む広義の平面印刷物をデザイン）
- コミックデザイナー（漫画・広告をデザイン）
- サインデザイナー（看板・標識をデザイン）
- ブックデザイナー（本をデザイン・装幀）
- メカニックデザイナー（架空のロボットやメカニックキャラクターのデザイナー）
- モニターグラフィックスデザイナー（映画やアニメーションに登場する、劇中の架空モニターGUIのデザイナー）
- ロゴデザイナー（ロゴタイプ・ロゴマークをデザイン）
- 書体デザイナー（文字をデザイン）
  - タイポグラフィデザイナー（活字をデザイン）

### コンピューター
- CGデザイナー（2Dや3Dをデザイン）
- GUIデザイナー（コンピューター機器の液晶画面をデザイン）
- UI/UXデザイナー（アプリやウェブページなどの使い勝手や体験をデザイン）
- ゲームデザイナー（ビデオゲームやネットゲームの各種デザインを設計）
- 情報デザイナー（情報デザインの分野）

### ファッション
- テキスタイルデザイナー（服飾・インテリアなどの布地をデザイン）
- ファッションデザイナー（ファッション分野でブランドもしくは、販路を持つデザイナー）
- 衣裳デザイナー（映画衣裳・舞台衣裳）
- 宝飾デザイナー（宝石・貴金属を用いたデザイン）

### 空間
- アーバンデザイナー（都市計画の分野）
- インテリアデザイナー（内装の設計）
- インダストリアルデザイナー（工業、産業分野のデザイン）
- エクステリアデザイナー（建物の外観全体をデザイン）
- ガーデンデザイナー（造園）
- セットデザイナー（撮影用美術セットのデザイン）
- ディスプレイデザイナー（展示・陳列のデザイン）
- ランドスケープデザイナー（建物の外観・庭園をデザイン）
- 空間デザイナー・スペースデザイナー（空間のデザイン）
- 環境デザイナー（都市、町村、生活をデザイン、景観デザイナー）
- 照明デザイナー（照明による空間演出、ライティングディレクター）
- 家具デザイナー（什器設計）

### 工業
- インダストリアルデザイナー（工業製品をデザイン）
- カーデザイナー（自動車・自転車・バイク・電車などをデザイン） 
  - レーシングカーデザイナー（レースの自動車・バイクをデザイン）
- プロダクトデザイナー（工業製品だけでなく食器など量産品の設計やデザイン）
- 玩具デザイナー（おもちゃ、食玩）

### その他
- コーポレートデザイナー（民間企業や法人のイメージをデザイン）
- サービスデザイナー（サービス・事象・環境をデザイン）
- システムデザイナー（システムの設計・構築）
- フラワーデザイナー（花卉意匠・花卉装飾）

## 類似した肩書き
- イラストレーター（イラストレーションを行う。場合によってキャラクターデザイナーとなることがある）
- クリエイター
- コーディネーター
- ディレクター（アートディレクター、写真ディレクター、クリエイティブ・ディレクター）
- プランナー
- プロデューサー（デザインプロデューサー）
- 絵師
- 監督
- 画家
- 建築家/アーキテクト
- 造園家/ランドスケープアーキテクト
- 装幀家
- 都市計画家
- 舞台美術家
- 漫画家（往々にして空間・キャラクター等のデザインを行う）